# Greuville
Greuville – miejscowość i gmina we Francji, w regionie Normandia, w departamencie Sekwana Nadmorska.
Według danych na rok 1990 gminę zamieszkiwało 355 osób, a gęstość zaludnienia wynosiła 120 osób/km² (wśród 1421 gmin Górnej Normandii Greuville plasuje się na 567. miejscu pod względem liczby ludności, natomiast pod względem powierzchni na miejscu 844.).